# Deutsch-russische Transkription
Die Umschrift lateinschriftlicher Namen, etwa von Personen und Orten, erfolgt im Russischen, wie in allen Sprachen mit kyrillischer Schrift, durch eine Transkription, die sich in der Regel an der Aussprache der Namen in der Originalsprache orientiert.
Da die Aussprache von Namen in der deutschen Sprache sich (bis auf wenige Ausnahmen) mit relativ einfachen Regeln aus der Schreibung ableiten lässt, folgt die Transkription in die kyrillische Schrift diesen Regeln. Die heute verbindlichen Regeln wurden von Ruschero Sergejewitsch Giljarewski und Boris Anatoljewitsch Starostin im Jahre 1969 für verschiedene Ausgangssprachen formalisiert und veröffentlicht und seither in Details angepasst.
Für Personen- und Ortsnamen, die vor dieser Zeit bereits häufig im Russischen benutzt wurden, hat sich eine feste Schreibweise etabliert, die von diesen Regeln bisweilen abweicht. So wird beispielsweise der Vorname Ludwig traditionell als Людвиг transkribiert, und Ortsnamen, die diesen Vornamen enthalten, werden ebenso mit ю statt у umschrieben. Auch war es früher üblich, Personennamen nicht aussprachenah zu transkribieren, sondern durch einen russifizierten Namen zu ersetzen (zum Beispiel Peter wird zu Пётр).
Die Aussprache orientiert sich in der Regel an der Aussprache der Namen in der Originalsprache. Für einige Buchstaben ist dies nicht ohne weiteres möglich, da sie im Russischen nicht vorkommen. So werden die Umlaute ö und ü i. d. R. durch die Vokale ё (jo) und ю (ju) wiedergegeben. Die Buchstaben ä und e werden meist nicht als э, sondern als е transkribiert, obwohl diese anders als im Russischen den vorangehenden Konsonanten nicht palatisieren. Auch wurde das h früher als г transkribiert, zum Beispiel bei Heinrich Heine (russisch: Генрих Гейне). Die kyrillischen Buchstaben ы und щ kommen in transkribierten Wörtern nicht vor.
| Deutsch | Russisch |
| ------- | --- |
| a       | а (am Wortende nach i steht russisches я, Borussia → Боруссия; Bavaria → Бавария) |
| aa      | а (Aachen → Ахен) |
| ae      | wenn es für den Umlaut ä steht, wird es wie dieser transkribiert; sonst werden beide Buchstaben einzeln transkribiert, handelt es sich um ein Dehnungs-e, so wird nur das a transkribiert (Baesweiler → Басвайлер)                                                              |
| ai, ay  | ай (Mainz → Майнц) |
| ä       | е nach Konsonanten; э am Wortanfang und nach Vokalen |
| äu      | ой; in älterer Umschrift auch ей (Bäumler → Беймлер) |
| b       | б |
| c       | je nach Aussprache к (Calw → Кальв) oder ц (Celle → Целле) |
| ch      | gewöhnlich х, aber in Lehnwörtern nach Aussprache in der Herkunftssprache (ш, ч, к usw.) (Chiemsee → Кимзе, früher auch Химзе oder Химское озеро) |
| chs     | кс, wenn es wie x ausgesprochen wird; sonst werden beide Teile ch und s einzeln transkribiert |
| ck      | к; zwischen Vokalen кк (Boris Becker → Борис Беккер); in älterer Umschrift Abweichungen in beide Richtungen möglich (Lucka → Лука, Großglockner → Гросглоккнер) |
| d       | д |
| e       | е nach Konsonanten; э am Wortanfang und nach Vokalen (Erfurt → Эрфурт) |
| ee      | wie einzelnes e (Spree → Шпре) |
| ei, ey  | ай |
| eu      | ой (Neumünster → Ноймюнстер); in älterer Umschrift auch ей (Neumann → Нейман) |
| f       | ф |
| g       | г (in Lehnwörtern vor e, i, y manchmal ж oder дж, abhängig von der Herkunftssprache) |
| gk      | гк (Woldegk → Вольдегк) |
| h       | х, wenn das h ausgesprochen wird: (Herne → Херне; Dietharz → Дитхарц); wird weggelassen, wenn es stumm ist: Fugen-h zwischen Vokal und e (Ehenfeld → Ээнфельд), Dehnungs-h (Lahr → Лар), th. In historischen Umschriften als г (Hamburg → Гамбург)                              |
| i       | и am Wortanfang und nach Konsonanten, й nach Vokalen |
| ie      | и wenn das e ein langes i markiert; wenn die Buchstaben zu verschiedenen Silben gehören und das e ausgesprochen wird, dann ие (Marienberg → Мариенберг) |
| j       | й am Wort- oder Silbenende; am Wortanfang und zwischen Vokalen: ja → я, jä → е, je → е, jo → йо, jö → йё, ju → ю, jü → йю; nach Konsonanten: ja → ья, jä → ье, je → ье, jo → ьо, jö → ьё, ju → ью, jü → ью; wenn zwischen Teilen eines zusammengesetzten Wortes, dann ъ statt ь |
| k       | к |
| l       | л vor Vokalen, ль am Wortende und vor Konsonanten (Ausnahmen, zum Beispiel Karl → Карл). Nach L wird u zu ю anstelle von у. Z.B. Ludwigsburg → Людвигсбург |
| ll      | Verdopplung bleibt erhalten, außer zwischen Konsonant und Vokal; am Wortende und vor Konsonanten wird ь angefügt (Ausnahmen, zum Beispiel Rheinmetall → Рейнметалл) |
| m       | м |
| n       | н (aber: -mann → -ман) |
| o       | о |
| oe      | wenn es für den Umlaut ö steht, wird es wie dieser transkribiert; sonst werden beide Buchstaben einzeln transkribiert, handelt es sich um ein Dehnungs-e, so wird nur das o transkribiert (Coesfeld → Косфельд)                                                                 |
| oo      | о (Koopmann → Копман) |
| ö       | э am Wortanfang, sonst ё (Beispiel: Österreich (als Nachname) → Эстеррайх) |
| p       | п |
| ph      | ф |
| qu      | кв (q kommt in anderen Verbindungen im Deutschen nicht vor, Querfurt → Кверфурт) |
| r       | р |
| s       | з für ein weiches s, с für ein hartes s: Sassnitz → Засниц, Kiste → Кисте |
| sch     | ш |
| sp      | шп am Wortanfang (oder Anfang von Teilen zusammengesetzter Wörter), sonst сп |
| ss      | сс oder с; wenn ss für ß steht, dann с; über Silbengrenzen (gewöhnlich in zusammengesetzten Wörtern) werden beide Buchstaben einzeln transkribiert: Ludwigsstadt → Людвигсштадт                                                                                                 |
| st      | шт am Wortanfang (oder Anfang von Teilen zusammengesetzter Wörter); sonst ст: Rostock → Росток |
| ß       | с; in älterer Umschrift auch сс (Großpösna → Гросспёзна) |
| t       | т, aber im Suffix -tion → -цион |
| tsch    | ч (aber wenn über Silbengrenze, dann тш: Altschul → Альтшуль) |
| tz      | тц zwischen Vokalen, sonst ц (Ratzeburg → Ратцебург) |
| u       | у; nach L wird u zu ю, z. B. Ludwigsburg → Людвигсбург |
| ue      | wenn es für den Umlaut ü steht, wird es wie dieser transkribiert; sonst werden beide Buchstaben einzeln transkribiert: Adenauer → Аденауэр |
| ü       | и am Wortanfang, sonst ю (Neumünster → Ноймюнстер, Uelzen → Ильцен) |
| v       | ф wenn es wie f ausgesprochen wird; в bei Aussprache als w (meist in Lehnwörtern) |
| w       | в (Wagner → Вагнер) |
| x       | кс |
| y       | am Wortanfang und nach Konsonanten и (auch wenn Aussprache manchmal wie ü), nach Vokalen й. (Beispiel: Bad Pyrmont → Бад-Пирмонт) Als Konsonant: ya → я usw. (Yanina Wickmayer → Янина Викмайер)                                                                                |
| z       | ц |
| zsch    | ч (aber wenn über Silbentrennung, dann цш: Nietzsche → Ницше, Delitzsch → Делич) |